# NGC 35
NGC 35 é uma galáxia espiral (Sb) localizada na direcção da constelação de Cetus. Possui uma declinação de -12° 01' 14" e uma ascensão recta de 0 horas, 11 minutos e 10,4 segundos.
A galáxia NGC 35 foi descoberta em 21 de Novembro de 1886 por Lewis A. Swift.